# Đại học Ulster
Đại học Ulster (tên tiếng Anh: The University of Ulster, hay thường gọi là UU, tiếng Gaelic: Ollscoil Uladh) là trường đại học tổng hợp đa ngành tại Vương quốc Liên hiệp Anh và Bắc Ireland, tiền thân của trường là New University of Ulster thành lập năm 1968. Đến năm 1984, theo sắc lệnh hoàng gia (Royal Charter) của Nữ hoàng Anh, Đại học New University of Ulster được sáp nhập với ba trường khác là Trường Bách Khoa Ulster, Trường Magee College University và Trường Nghệ thuật và Thiết kế Belfast để tạo thành trường University of Ulster đa ngành như ngày nay.
Hiện nay, Đại học Ulster có bốn cơ sở đào tạo (campus) tại Belfast, Coleraine, Jordanstown, Magee và một campus ảo "Campus One" phục vụ cho việc học trực tuyến, chủ yếu dành cho các chương trình đào tạo sau đại học. Số lượng hồ sơ đăng ký vào trường qua UCAS hằng năm đạt con số kỷ lục, đưa trường vào tốp dẫn đầu 10 trường đại học nổi tiếng nhất tại Vương quốc Anh. Trường cũng được chọn vào shortlist bầu chọn "Phần thưởng trường đại học của năm" do thời báo Sunday Times tổ chức năm 2001.

## Lịch sử hình thành
- Năm 1968: New University of Ulster được thành lập.
- Năm 1969: Magee College University (thành lập năm 1865) được sáp nhập vào New University of Ulster.
- Năm 1984: Theo sắc lệnh của Nữ hoàng Anh Elizabeth II, ba trường gồm Đại học New Unversity of Ulster, Đại học Bách khoa Ulster (Ulster Polytechnic, thành lập năm 1971) và Trường Nghệ thuật và Thiết kế Belfast (Belfast College of Art and Design, thành lập năm 1907) được sáp nhập và đổi tên thành University of Ulster.

Đây là trường đại học tổng hợp đầu tiên trong hệ thống giáo dục bậc cao của Anh quốc được thành lập trên cơ sở sáp nhập nhiều trường đại học đơn ngành.

## Đào tạo và Nghiên cứu
Các chuyên ngành đào tạo của Đại học Ulster gồm Nghệ thuật, Thương mại và Quản lý, Khoa học Kỹ thuật và Công nghệ, Công nghệ thông tin, Khoa học sức khỏe và Đời sống và Khoa học Xã hội. Chương trình đào tạo của Trường hướng mạnh đến yếu tố nghề nghiệp-ứng dụng, đa số các khóa học đại học đều dành nhiều thời gian để thực tập nghề nghiệp tại các cơ sở công nghiệp (Industrial and Professional Placement).
Riêng các khóa đào tạo trực tuyến đều được giảng dạy qua "Campus One", một campus ảo nhằm cung cấp phương pháp học tập linh hoạt cho sinh viên khắp thế giới có thể dễ dàng tham gia các khóa học khác nhau mà không cần phải đến trực tiếp các campus của trường. Ngoài các khóa đào tạo sau đại học, "Campus One" còn cung cấp nhiều khóa học ngắn hạn về phát triển nghề nghiệp, kinh doanh thương mại...etc tất cả đều được giảng dạy trực tuyến qua mạng Internet.
Bên cạnh hoạt động giảng dạy, công tác R&D (Nghiên cứu và Phát triển) trong trường Đại học Ulster cũng sôi động không kém với tỉ lệ thực hiện R&D cao hơn mức trung bình của quốc gia. Đặc biệt, Trường rất mạnh trong lĩnh vực nghiên cứu về các ngành Khoa học Y sinh. Trường đã đầu tư 11 triệu bảng Anh để thành lập Trung tâm Nghiên cứu Y sinh tế bào, một trong các dự án phát triển quan trọng của Trường. Khoa Khoa học Y sinh đã được Hội đồng đánh giá nghiên cứu quốc gia RAE đánh giá đạt tiêu chuẩn 5*. Đây cũng là trường đại học duy nhất ở Anh vẫn duy trì được hạng cao nhất 5* về các ngành Khoa học Y sinh trong hai kỳ xếp hạng liên tiếp của RAE vào các năm 1996 và 2001. Chuyên ngành nghiên cứu về văn hóa Celt cũng đạt được hạng 5*. Các ngành Xây dựng-Môi trường (Built Environment), Luật (Law), Nghệ thuật-Thiết kế (Art and Design) cũng được đánh giá hạng 5 trong xếp hạng RAE năm 2001.

## Các trường chuyên ngành
Đại học Ulster là trường đại học tổng hợp đa ngành với sáu trường đại học chuyên ngành thành viên:
- Faculty of Arts, Hiệu trưởng: GS Bob Welch
- Faculty of Art, Design and the Built Environment, Hiệu trưởng: GS Alastair Adair
- Faculty of Business and Management, Hiệu trưởng: GS Robert Hutchinson
- Faculty of Computing and Engineering, Hiệu trưởng: GS Richard Millar
- Faculty of Life and Health Sciences, Hiệu trưởng: GS Hugh McKenna
- Faculty of Social Sciences, Hiệu trưởng: GS Ann Moran

Trong mỗi Faculty có nhiều School và Institute chuyên ngành riêng.

## Địa điểm các cơ sở đào tạo
Đại học Ulster hiện có năm cơ sở đào tạo (five campuses) và một cơ sở đào tạo trực tuyến "Campus One"

### Coleraine Campus
Coleraine campus (UUC) có diện tích 300 mẫu Anh, nằm ở Coleraine. Campus là nơi đào tạo chủ yếu các ngành về khoa học tự nhiên và khoa học nhân văn.

##### Cơ sở Portrush
Portrush là cơ sở II trực thuộc Coleraine campus. Đây là nơi đào tạo các chuyên ngành về Khách sạn và Du lich.

#### Jordanstown Campus

University of Ulster at Jordanstown

Jordanstown campus (UUJ) có diện tích 114 mẫu Anh, nằm ở Jordanstown, nơi chủ yếu đào tạo các ngành về Kỹ thuật và Công nghệ, Khoa học Sức khỏe và Đời sống. Một số các khóa học tại UUJ có yêu cầu đầu vào cực kỳ cao như Y học vật lý trị liệu, Phương pháp chữa bệnh bằng giọng nói và ngôn ngữ, Luật, Giáo dục thể chất và Khoa học thể thao, Kỹ thuật X quang.

#### Magee Campus
Magee campus (UUM) tiền thân là Magee College University nằm tại Londonderry, với nhiều tòa nhà cổ kính mà nguyên thủy là Trường Nghệ thuật và Thần học được xây dựng vào thế kỷ 19.

#### Belfast Campus

University of Ulster at Belfast

Belfast campus (UUB) là nơi đào tạo của Trường Nghệ thuật và Thiết kế, nằm ở quận Cathedral Quarter trung tâm thành phố Belfast, cũng là khu vực thời trang của thành phố.Campus vừa được đầu tư 30 triệu bảng Anh để cải tạo lại toàn bộ.

#### Campus One
"Campus One" là campus ảo phục vụ cho việc học trực tuyến được khai trương vào ngày 8 tháng 10 năm 2001. Gần đây Campus One được tài trợ 1,5 triệu bảng Anh để trở thành một thành viên trong mạng lưới quốc gia của Trung tâm tài năng về giảng dạy và học tập "Centres of Excellence for Teaching and Learning". Mục đích của Campus One là tạo cho nhiều người có cơ hội được học tập, cũng như tham gia các khóa học với thời gian biểu và kế hoạch hoc tập hợp lý. Các khóa học trong Campus One bao quát từ các khóa học ngắn hạn đến các chương trình sau đại học với nhiều chuyên ngành học khác nhau.